# Анжа (приток Сабли)
Анжа — река в России, протекает на западе Александровского района Владимирской области. Исток находится в лесу южнее высоты 254 м, где находится кладбище бывшего села Татариново, в 7 км к западу от деревни Хорошево. Около речки слева урочище Погост Ильинский, что в Подберезье, с кладбищем, справа урочище бывшей деревни Фалилейка и далее деревня Хорошево. Принимает слева три безымянных ручья. Устье реки находится в 3,4 км от устья реки Сабли (притока Кубри) по левому берегу. Длина реки составляет 11 (или 9) км.

## Данные водного реестра
По данным государственного водного реестра России относится к Верхневолжскому бассейновому округу, водохозяйственный участок реки — Волга от Иваньковского гидроузла до Угличского гидроузла (Угличское водохранилище), речной подбассейн реки — бассейны притоков (Верхней) Волги до Рыбинского водохранилища. Речной бассейн реки — (Верхняя) Волга до Куйбышевского водохранилища (без бассейна Оки).
Код объекта в государственном водном реестре — 08010100812110000004100.